# 普拉薩德賽桑
普拉薩德賽桑（西班牙語：Plaza de Caisán），是巴拿馬的城鎮，位於該國西部，由奇里基省的雷納西米恩托區負責管轄，面積96.1平方公里，海拔高度703米，2010年人口2,901，人口密度每平方公里30.2人。